# Campionato ungherese di pallavolo femminile
Il campionato ungherese di pallavolo femminile è un insieme di tornei pallavolistici per squadre di club ungheresi, istituiti dalla Federazione pallavolistica dell'Ungheria.

## Struttura
- Campionati nazionali professionistici:

Extraliga: a girone unico, partecipano 8 squadre.
- Campionati nazionali non professionistici:

Nemzeti Bajnokság I Liga: a girone unico, partecipano 13 squadre.
Nemzeti Bajnokság II: a tre gironi, partecipano 22 squadre.